# Рожевка
Рожевка (укр. Рожівка) — село, входит в Броварский район Киевской области Украины.
Население по переписи 2001 года составляло 494 человека. Почтовый индекс — 07414. Телефонный код — 4594. Занимает площадь 1,09 км². Код КОАТУУ — 3221287001.

## Местный совет
07414, Киевская обл., Броварский р-н, с. Рожевка, ул. Славы, 17